# Mauro Del Vecchio
Mauro Del Vecchio (ur. 7 czerwca 1946 w Rzymie, zm. 5 lipca 2025) – włoski wojskowy, generał, w latach 2005–2006 dowódca Międzynarodowych Sił Wsparcia Bezpieczeństwa (ISAF), senator.

## Życiorys
W 1967 ukończył Akademię Wojskową w Modenie, a w 1970 specjalistyczną szkołę wojskową w Turynie. Uzyskał stopień podporucznika. Służył w siłach zbrojnych Włoch (w ramach Esercito Italiano). Objął dowództwo plutonu bersalierów. Uzyskiwał kolejne awanse na stopnie oficerskie i generalskie, w tym na generała brygady (generale di brigata), generała dywizji (generale di divisione) i generała korpusu armii (generale di corpo d’armata). Od lat 80. obejmował różne stanowiska w sztabie generalnym, był m.in. dowódcą dystryktu wojskowego we Florencji. Po pierwszej z nominacji generalskich powołany na dowódcę brygady bersalierów im. Giuseppe Garibaldiego (1997–1999). Pod koniec lat 90. dowodził międzynarodowymi brygadami NATO w Bośni i Hercegowinie oraz w Kosowie.
Od sierpnia 2005 do maja 2006 stał na czele Międzynarodowych Sił Wsparcia Bezpieczeństwa w Afganistanie. W 2008 zrezygnował z kierowniczych stanowisk w wojsku i zaangażował się w działalność polityczną. W wyborach w tym samym roku uzyskał mandat senatora XVI kadencji z ramienia Partii Demokratycznej. W 2013 nie uzyskał reelekcji.

## Odznaczenia
Odznaczony Krzyżem Wielkiego Oficera Orderu Zasługi Republiki Włoskiej.